# Gotha WD.3
Gotha WD.3 – niemiecki trzymiejscowy rozpoznawczy wodnosamolot pływakowy w układzie dwupłatu z okresu I wojny światowej, zaprojektowany i zbudowany w wytwórni Gothaer Waggonfabrik. Powstała w jednym egzemplarzu maszyna używana była przez Kaiserliche Marine do szkolenia.

## Historia i użycie

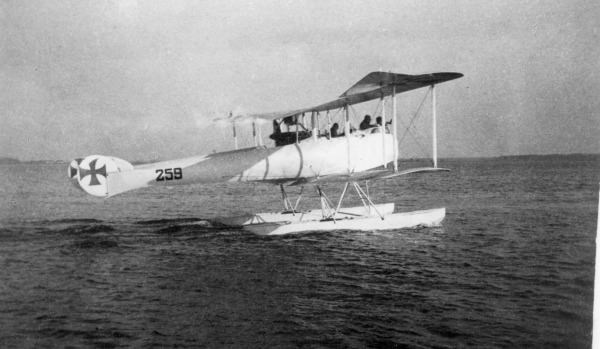
Gotha WD.3 z numerem 259

Wodnosamolot Gotha WD.3 (WD – niem. Wasser Doppeldecker, czyli wodny dwupłat) był jedną z niewielu powstałych w Niemczech podczas I wojny światowej konstrukcji w układzie pchającym. Prototyp WD.3 został zamówiony przez Kaiserliche Marine w wytwórni Gothaer Waggonfabrik w sierpniu 1914 roku, jednak niski priorytet produkcji spowodował, że maszyna została zbudowana dopiero w lipcu 1915 roku i dostarczona po 14 września tego roku. Samolot charakteryzował się układem dwubelkowym z centralną gondolą mieszczącą trzyosobową załogę i silnik rzędowy Mercedes D.III o mocy 118 kW (160 KM) oraz dwoma pływakami. Na przedzie gondoli znajdowały się stanowiska dwóch obserwatorów oraz ruchomy karabin maszynowy; samolot był też wyposażony w radiostację.
Prototyp WD.3 otrzymał numer marynarki 259 i używany był w Doświadczalnym Centrum Wodnosamolotów w Warnemünde do szkolenia. Zastosowany układ konstrukcyjny i duża masa były przyczyną niskich osiągów samolotu w porównaniu do maszyn ze śmigłem ciągnącym. 

## Opis konstrukcji i dane techniczne
Gotha WD.3 był trzymiejscowym, jednosilnikowym rozpoznawczym wodnosamolotem pływakowym w układzie dwupłatu. Rozpiętość górnego płata wynosiła 15,65 metra, dolnego 14,35 metra, a powierzchnia nośna wynosiła 54 m². Masa własna wynosiła 1185 kg, zaś masa całkowita (startowa) 1729 kg.
Napęd samolotu stanowił chłodzony cieczą 6-cylindrowy silnik rzędowy Mercedes D.III o mocy 118 kW (160 KM). Prędkość maksymalna samolotu wynosiła 100 km/h. Maszyna osiągała wysokość 1000 metrów w czasie 24 minut. Pułap praktyczny wynosił 2200 metrów, a zasięg 670 km.
Uzbrojenie stanowił ruchomy karabin maszynowy Parabellum umieszczony na przedzie gondoli.